# Camillien Houde

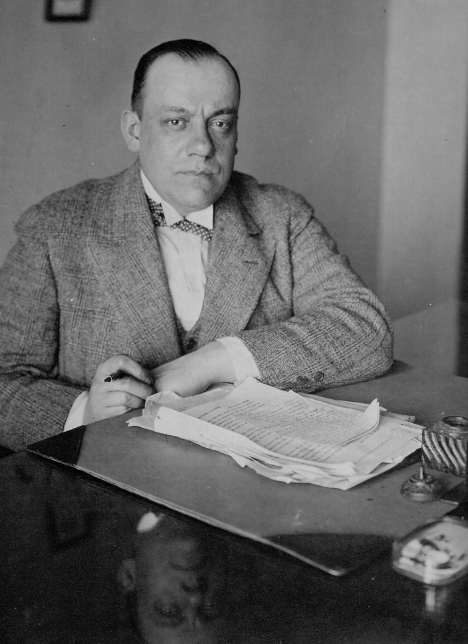
Camillien Houde (1930)

Camillien Houde (* 13. August 1889 in Montreal, Québec; † 11. September 1958 ebenda) war ein kanadischer Politiker. Er war viermal Bürgermeister von Montreal: von 1928 bis 1932, von 1934 bis 1936, von 1938 bis 1940 und von 1944 bis 1954. Darüber hinaus war er in den Jahren 1923 bis 1931 und 1939 bis 1944 Abgeordneter der Nationalversammlung von Québec. Während des Zweiten Weltkriegs war er vier Jahre lang ohne Anklage inhaftiert, da er sich vehement gegen die Einführung der Wehrpflicht ausgesprochen hatte. Schließlich war er von 1949 bis 1953 Abgeordneter des Unterhauses.

## Biografie
Houde begann seine politische Laufbahn 1923 mit der Wahl zum Abgeordneten der Nationalversammlung von Québec (Assemblée Législative du Québec), in der er bis 1927, 1928 bis 1931 sowie erneut von 1939 bis 1944 die Interessen des Wahlkreises Montréal-Sainte-Marie vertrat. Als Vorsitzender der Parti conservateur du Québec von 1929 bis 1932 war er zugleich auch zwischen 1929 und 1931 Führer der Opposition in der Nationalversammlung von Québec.
1928 wurde Houde zum ersten Mal zum Bürgermeister von Montreal gewählt und hatte dieses Amt nach seiner Wiederwahl 1930 bis 1932 inne. In dieser Zeit wurde 1931 trotz der Auswirkungen der Weltwirtschaftskrise der Botanische Garten Montreal eröffnet.

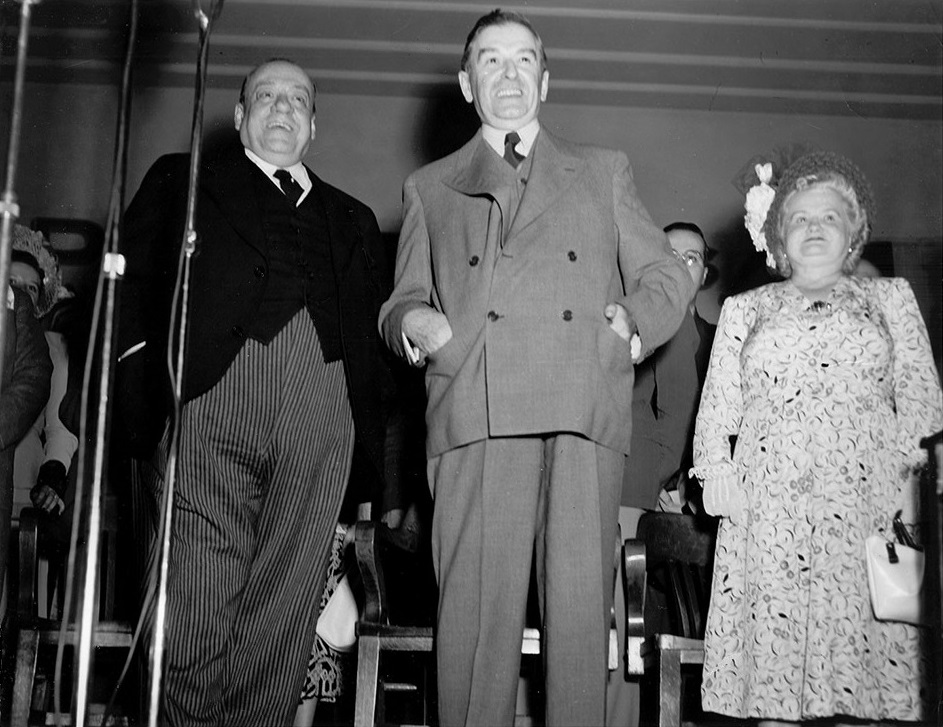
Houde (links) mit dem Premierminister von Québec Maurice Duplessis im Wahlkampf 1948

1934 wurde er wieder für eine bis 1936 dauernde zweijährige Amtszeit zum Bürgermeister gewählt ebenso von 1938 bis 1940. Zu Beginn des Zweiten Weltkriegs erfolgte auf Veranlassung der Bundesregierung von Premierminister William Lyon Mackenzie King seine Internierung, nachdem er dazu aufrief, dass Frankokanadier sich nicht für den Militärdienst einschreiben sollten, zumal er ein Sympathisant des Faschismus italienischer Prägung war. Diese Aktion und sein Verhalten während der Wehrpflichtkrise von 1944 förderte jedoch sogar seine Popularität, so dass er nach seiner Freilassung am 14. August 1944 im selben Jahr erneut zum Bürgermeister gewählt wurde. 
Houde gehörte der nationalistischen Organisation Société Saint-Jean Baptiste an. Er zählte zu den Unterzeichnern einer Petition für das Bleiberecht des flüchtigen französischen Nazi-Kollaborateurs Jacques de Bernonville in Kanada, für den er im August 1948 auch weitergehende Hilfe organisierte. Bernonville war in Frankreich rechtskräftig für seine Taten, insbesondere Kommandofunktionen bei Aktionen der SS, verurteilt worden. Dieser entkam schließlich nach Brasilien. Bei Houdes politischer Klientel und bei der Kirche oder der Zeitung Le Devoir, die ihn unterstützten, mischte sich Antisemitismus mit Anglophobie, so dass auch solche Einwanderer akzeptabel erschienen, um den französischsprachigen Bevölkerungsanteil in Kanada zu erhöhen.
Nach Wiederwahlen 1947 und 1950 war Houde, der wegen seiner Verdienste um die Stadt „Mr. Montreal“ genannt wurde, somit erneut von 1944 bis 1954 Bürgermeister von Montreal. Nach seinem Rücktritt 1954 aufgrund eines als Pax Plante bekannt gewordenen Korruptionsfalls folgte ihm Jean Drapeau als Bürgermeister.
Bei der Unterhauswahl 1949 wurde Houde darüber hinaus zum Abgeordneten des Kanadischen Unterhauses gewählt und vertrat dort für eine Wahlperiode als Unabhängiger bis 1953 den Wahlkreis Papineau. 1953 verzichtete er auf eine erneute Kandidatur.